# Associação Esportiva de Venâncio Aires
Il Venâncio Aires, noto anche come Assoeva, è una squadra brasiliana di calcio a 5, fondata nel 1982 con sede a Venâncio Aires.